# Przejście graniczne Pietrowice-Krnov
Przejście graniczne Pietrowice-Krnov – polsko-czeskie drogowe przejście graniczne, położone w województwie opolskim, w powiecie głubczyckim, w gminie Głubczyce, w miejscowości Pietrowice, zlikwidowane w 2007.

## Opis
Przejście graniczne Pietrowice-Krnov z miejscem odprawy granicznej po stronie czeskiej w miejscowości Krnov. czynne było całą dobę. Dopuszczony był ruch pieszych, rowerzystów, motocykli, samochodów osobowych, autokarów i samochodów ciężarowych zarejestrowanych w Polsce i Czechach o dopuszczalnej ładowności do 3,5 tony, z wyłączeniem ładunków niebezpiecznych i mały ruch graniczny. Kontrolę graniczną osób, towarów i środków transportu wykonywała Graniczna Placówka Kontrolna Straży Granicznej w Pietrowicach (GPK SG w Pietrowicach). 
Do przejścia granicznego można było dojechać drogą krajową nr 38.
21 grudnia 2007 na mocy układu z Schengen przejście graniczne zostało zlikwidowane.

### Przejście graniczne z Czechosłowacją
Od 1972, w okresie istnienia Czechosłowackiej Republiki Socjalistycznej funkcjonowało w tym miejscu polsko-czechosłowackie drogowe przejście graniczne Pietrowice. Czynne było codziennie przez całą dobę. Dopuszczony był ruch osobowy, towarowy i od 28 grudnia 1985, mały ruch graniczny I kategorii. Kontrolę graniczną osób, towarów i środków transportu wykonywała Graniczna Placówka Kontrolna Pietrowice (GPK Pietrowice).
Tylko dla obywateli:

1. Ludowej Republiki Bułgarii
2. Czechosłowackiej Republiki Socjalistycznej
3. Niemieckiej Republiki Demokratycznej
4. Polskiej Rzeczypospolitej Ludowej
5. Socjalistycznej Republiki Rumunii
6. Węgierskiej Republiki Ludowej
7. Związku Socjalistycznych Republik Radzieckich.